# Emorragia digestiva inferiore
Una emorragia digestiva inferiore (in inglese lower gastrointestinal bleeding, LGIB) è un sanguinamento proveniente dal tratto intestinale inferiore. Si tratta di una condizione di frequente osservazione nei pronto soccorso e nei dipartimenti di emergenza-urgenza. Secondo studi provenienti dagli Stati Uniti il disturbo rappresenta comunque meno dell'1% dei motivi di ammissione in ospedale.
Questo disturbo deve essere distinto dal sanguinamento del tratto superiore, che è molto diverso sia per l'epidemiologia, che per il trattamento e la prognosi.

## Epidemiologia
L'emorragia digestiva inferiore è una condizione meno comune rispetto alla emorragia digestiva superiore (UGIB). La UIGB incide per circa 100-200 casi ogni 100 000 individui, contro poco più di 20 casi ogni 100 000 individui per l'emorragia digestiva inferiore (LGIB).
Si ritiene, tuttavia, che la LGIB sia statisticamente meno comune di un sanguinamento gastrointestinale superiore (UGIB) solo perché spesso sottovalutata dal paziente, il quale pertanto non si rivolge ad un medico fino a quanto il disturbo non diviene francamente preoccupante. Solo un terzo circa dei soggetti affetti da emorragia digestiva inferiore di minore entità si rivolge al medico per un parere sulla condizione
Approssimativamente circa l'85% delle emorragie digestive inferiori coinvolge il colon, il 10% di queste sono in realtà sanguinamenti del tratto gastrointestinale superiore, e circa il 3–5% coinvolgono il piccolo intestino.
Le principali cause di emorragia digestiva inferiore sono la diverticolosi e angiodisplasia. Il disturbo si manifesta con maggiore frequenza negli individui anziani piuttosto che nei giovani e negli adulti, proprio perché la diverticolosi e l'angiodisplasia sono decisamente più comuni negli individui in età avanzata, al punto che quest'ultima causa diviene in assoluto la più frequente nei soggetti con più di 65 anni.
Complessivamente si ritiene che l'angiodisplasia sia responsabile di circa il 20-30% dei casi di LGIB, mentre la diverticolosi sarebbe alla base di un ulteriore 30-50%.
Negli individui in giovane età la malattia emorroidaria è probabilmente la causa più comune di LGIB. Il sanguinamento determinato dalle emorroidi è generalmente di lieve entità e non comporta pressoché mai problemi di tipo emodinamico.
Il tasso di mortalità per i sanguinamenti digestivi inferiori (LGIB) sembra essere compreso tra il 2% e il 4%.

## Fisiopatologia

### Coagulopatie
I soggetti affetti da coagulopatie congenite (emofilia, malattia di von Willebrand, piastrinopenie ereditarie) o acquisite (epatopatie croniche, carenza di vitamina K, sindrome da anticorpi antifosfolipidi, coagulazione intravascolare disseminata, farmaci) possono manifestare con maggiore facilità un sanguinamento digestivo inferiore proprio in conseguenza della sottostante alterazione di coagulazione del sangue.

### Colite ischemica
La colite ischemica, malattia che tipicamente tende a presentarsi nella popolazione in età avanzata, può causare con grande frequenza un sanguinamento digestivo inferiore, tuttavia in genere questo è di lieve entità. L'ischemia provoca la desquamazione della mucosa e alterazioni strutturali della parete del colon, causando edema e sanguinamento.

### Colite infettiva
Numerosi microorganismi e batteri possono essere alla base del sanguinamento intestinale, in genere a seguito di una invasione dei tessuti del colon ad opera di alcuni batteri (ad esempio Salmonella, Shigella), oppure a causa di lesioni mediate dal rilascio di tossine, come nel caso di alcuni ceppi di Escherichia coli.

### Malattia diverticolare
Un diverticolo è una piccola sacca della parete del colon e dell'intestino crasso che si sviluppa in un punto di debolezza, generalmente dove i vasi sanguigni che nutrono gli strati della parete intestinale (vasi retti) penetrano la parete stessa, venendo così a perforare le fibre muscolari circolari. I diverticoli si fanno strada attraverso tra le fibre della muscolatura liscia della parete del viscere, formando delle piccole tasche, la cui parete viene ad essere formata solo dalla mucosa che viene a rivestire la superficie interna del colon. Ne consegue che gli stessi vasi retti vengono ad essere separati dal lume dell'intestino solo grazie a questo sottile diaframma di mucosa.
Piccoli traumi cronici causati da feci molto aride e dure oppure frammenti di alimenti indigeriti, processi infiammatori e la stessa alternanza di contrazione e rilassamento della tonaca muscolare propria circostante, possono portare ad un graduale assottigliamento del diverticolo e si può verificare l'erosione del vaso con conseguente sanguinamento.

La diverticolosi intestinale è una condizione molto comune nei paesi occidentali: prevalenza del 5%-10% nella popolazione di età compresa tra 30-39 anni, ma oltre il 50% nella popolazione di età superiore a 60 anni.
Probabilmente con il crescere dell'età diversi fattori (predisposizione genetica, malattie congenite del tessuto connettivo, una dieta povera di fibre, l'elevato consumo di carne, il sovrappeso) interagendo fra loro possono condurre alla formazione dei diverticoli. In particolare sembra che con il tempo si possa verificare un cambiamento nella conformazione del collagene, la proteina di supporto, che fa da impalcatura alla struttura della parete del colon, e che questo cambiamento provochi un marcato indebolimento strutturale che viene a favorire la formazione di tasche diverticolari.

### Angiodisplasie
Sono delle malformazioni arterovenose che si localizzano in particolare nel cieco e nel colon ascendente. I soggetti con più di 60 anni d'età sono maggiormente colpiti. Sono lesioni di tipo degenerativo, acquisite, verosimilmente derivanti dalla contrazione cronica e intermittente del colon che viene ad ostruire il drenaggio venoso della mucosa. Col trascorrere del tempo le vene divengono sempre più tortuose mentre i capillari della mucosa vengono gradualmente a dilatarsi, lo sfintere precapillare diventa incompetente, e si viene a formare una malformazione artero-venosa caratterizzata da un piccolo ciuffo ectasico di vasi.

## Segni e sintomi
Una emorragia digestiva inferiore si caratterizza per la presenza di sanguinamento che va dal legamento di Treitz fino all'ano. In base a questa definizione pertanto si comprende circa un quarto del duodeno nonché l'intero digiuno, ileo, colon, retto e naturalmente lo stesso ano. A seconda della fonte anatomica del sanguinamento le modalità di presentazione clinica delle emorragie digestive inferiori possono essere molto varie. Le feci del paziente affetto da sanguinamento digestivo inferiore sono un buon indicatore (ma non un indicatore infallibile) del tipo di sanguinamento in atto.
- Feci rosse o marrone commiste a sangue (ematochezia): indicano un sanguinamento dal lato destro del colon.
- Emissione di sangue rosso vivo dal retto: indica un sanguinamento coinvolgente il lato sinistro del colon
- Melena: indica un sanguinamento a livello del cieco.

Con il termine melena ci si riferisce a delle feci nere, a fondo di caffè e di aspetto quasi catramoso. Questo tipo di feci stanno generalmente ad indicare che il sangue che è rimasto nel tratto gastrointestinale per almeno 8 ore: per questo motivo il sangue viene ad essere almeno parzialmente digerito ed il colore nero è dovuto all'emoglobina che viene alterata dagli enzimi digestivi e dai batteri intestinali.
La melena è molto più probabile che provenga da un sanguinamento gastrointestinale superiore (circa quattro volte) piuttosto che da un'emorragia digestiva inferiore. Tuttavia può anche verificarsi a seguito di un sanguinamento del duodeno e del digiuno, e, occasionalmente, di parti dell'intestino tenue e del colon prossimale.
L'ematochezia è l'emissione di feci di colore anormale, rosse o marrone. Questa condizione è il segno di un rapido movimento e transito attraverso il tratto gastrointestinale. Il colore rosso brillante o marrone è infatti dovuto al breve periodo di tempo che intercorre tra l'emissione del sangue e la sua uscita attraverso l'ano. La presenza di ematochezia è circa sei volte maggiore in un'emorragia digestiva inferiore piuttosto che in un'emorragia superiore.
Come si è visto nella pratica clinica è possibile che esistano molte eccezioni alla classificazione sopra riportata. Inoltre ogni qual volta si verifichi un sanguinamento importante e massivo, sia del colon ascendente che di diverse regioni del tratto gastrointestinale superiore, è possibile che il transito intestinale divenga accelerato e clinicamente si manifesti un sanguinamento rosso vivo al retto.
Talvolta un paziente con emorragia digestiva inferiore può non presentare segni di emorragia interna, soprattutto se si è verificato un sanguinamento cronico con minime perdite di sangue. Un soggetto anziano con un sanguinamento attivo da un diverticolo o un'emorragia limitata di origine angiodisplasica può essere pressoché asintomatico o manifestare solo una sintomatologia minima.
Alcuni soggetti, particolarmente in caso di un sanguinamento meno lieve ed intermittente, possono invece manifestare sintomi quali iperpiressia, segni di disidratazione, dolore e crampi addominali, associati all'emissione di feci sanguinolente (ematochezia).
In caso di sanguinamento gastrointestinale inferiore di tipo massivo (generalmente in soggetti in età molto avanzata e affetti da altri problemi di salute) si possono riscontrare ulteriori manifestazioni in aggiunta al passaggio di feci sanguinolente o sangue rosso vivo dal retto, ed in particolare una pressione arteriosa sistolica inferiore a 90 mmHg (segno di un deficit di volemia), una marcata anemia (la concentrazione di emoglobina può essere inferiore a 7 g/dL o meno, richiedendo pertanto una pronta correzione attraverso una trasfusione di emazie concentrate).
La sintomatologia in associazione con le caratteristiche proprie del paziente può orientare il medico nell'identificare la fonte del sanguinamento. Se il paziente è giovane, accusa da qualche tempo dolore addominale e sanguinamento rettale, con emissioni di feci scarsamente formate e materiale mucoso, è verosimile che possa essere affetto da malattia infiammatoria cronica intestinale (IBD). Per converso se il paziente è anziano, la medesima sintomatologia potrebbe essere più indicativa di una colite ischemica, mentre una storia di astenia, faticabilità anche per sforzi modesti e riscontro, anche saltuario, di feci commiste a sangue deve far sospettare uno stato di anemizzazione probabilmente correlato ad un sanguinamento cronico verosimilmente causato da qualche lesione angiodisplasica intestinale. 
Una storia di dolore perianale, feci striate di sangue, e presenza di sangue rosso vivo sulla carta igienica o nel water è probabilmente correlata a qualche condizione perianale, come ad esempio la lesione di una marisca, oppure la presenza di una ragade anale o delle emorroidi.